# كازويا أونوهارا
كازويا أونوهارا (باليابانية: 小野原 和哉) (مواليد 19 أبريل 1996) هو لاعب كرة قدم ياباني.

## وصلات خارجية
- كازويا أونوهارا على موقع رابطة كرة القدم اليابانية للمحترفين (اليابانية)
- كازويا أونوهارا على موقع قاعدة بيانات كرة القدم.إي يو (الإنجليزية)
- كازويا أونوهارا على موقع Soccerway.com (الإنجليزية)
- كازويا أونوهارا على موقع عالم كرة القدم.نت (الإنجليزية)